# Minardi M185
La Minardi M185 è stata la prima monoposto di Formula 1 prodotta dalla squadra faentina per la stagione 1985.

## Il mancato accordo con Alfa Romeo
Nel 1984, Gian Carlo Minardi presentò un'offerta al presidente dell'Alfa Romeo Ettore Massacesi di 1.800.000.000 di Lire per acquisire la squadra corse della casa automobilistica milanese. 
L'offerta venne declinata ma il patron dell'Alfa promise a Minardi una fornitura di motori per il 1985. 
La Minardi M184 nacque dunque in brevissimo tempo sotto la guida dell'ingegner Caliri e, dopo essere stata presentata al pubblico a metà luglio 1984, la vettura della squadra faentina effettuò numerose sessioni di test con Alessandro Nannini.
Ormai sembrava fatta per l'esordio in Formula 1 della Minardi spinta dall'otto cilindri turbo Alfa Romeo, ma il presidente Massacesi tornò sui suoi passi e annullò l'accordo.

## Minardi M185

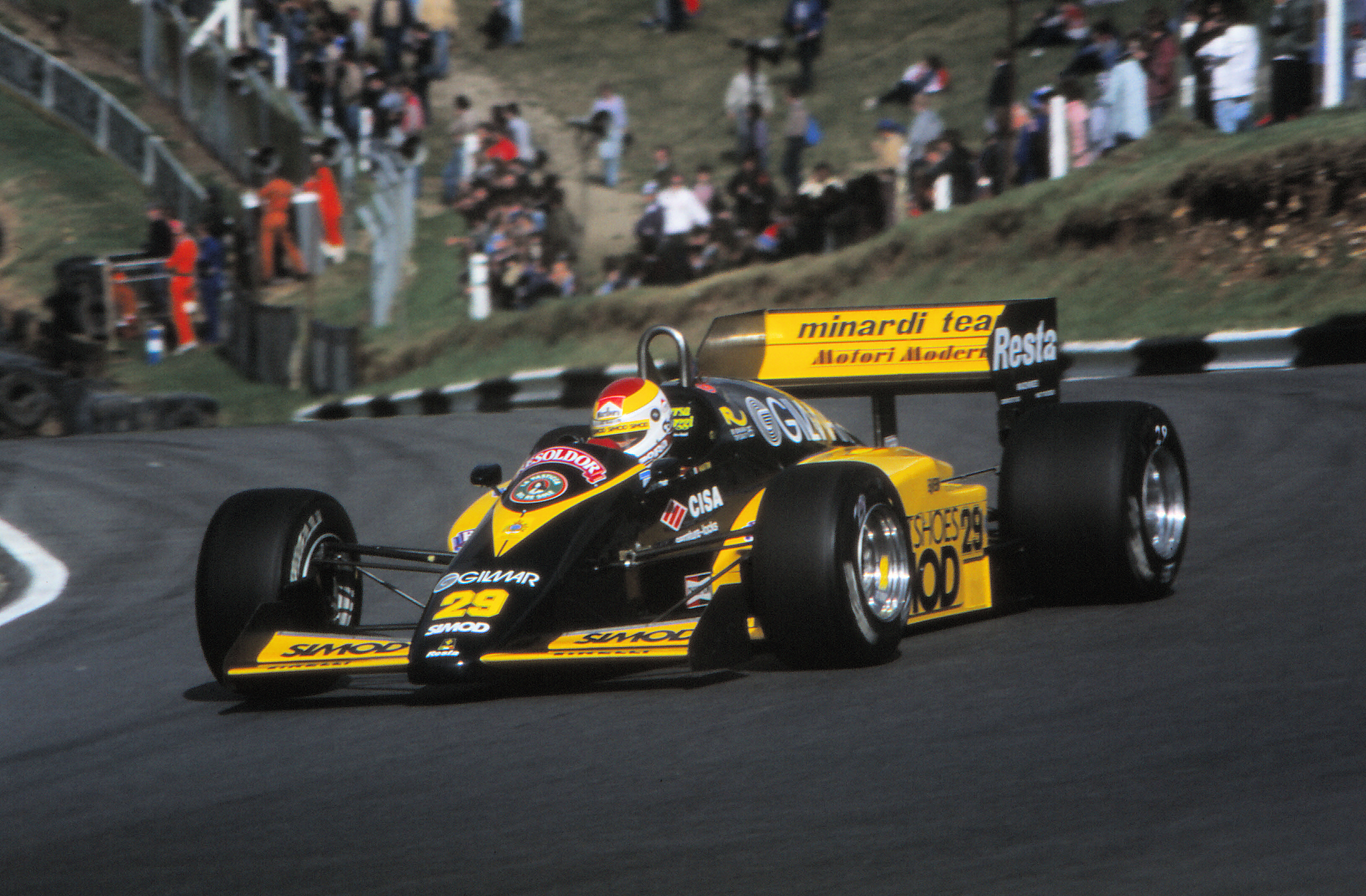
Pierluigi Martini in azione durante il Gran Premio d'Europa

Oramai il progetto era avviato e, dopo il mancato accordo con l'Alfa, Minardi dovette ripiegare su un motore aspirato Cosworth DFV per disputare le gare iniziali del campionato. La vettura, ora denominata M185, presentava vari difetti e i materiali utilizzati erano oramai obsoleti.
Come pilota titolare per la stagione 1985 fu designato Pierluigi Martini, che andò a rimpiazzare Nannini per questioni legate agli sponsor e al mancato possesso della superlicenza FIA.
Fu anche stipulato un accordo con Pirelli per la fornitura di gomme.
Nel frattempo, Piero Mancini fondò la società Motori Moderni, di cui faceva parte anche Carlo Chiti (ex ingegnere Autodelta), che si occupò di progettare un motore 6 cilindri turbo che fu portato all'esordio a Imola. La squadra chiuse la stagione senza punti, ottenendo come miglior risultato un ottavo posto in Australia.

## Minardi M185B

Nannini alla guida a Imola nel 1986

Nel 1986, il patron Minardi decise di schierare due vetture, affidate al debuttante Nannini, che testò la M184, e al veterano Andrea De Cesaris. Furono rinnovati gli accordi con Pirelli e Motori Moderni per le forniture di gomme e motore (che, in sostanza, era lo stesso della passata stagione) La M185B fu un'evoluzione della M185 e fu un disastro: entrambi i piloti non conclusero una gara e il punto più basso della stagione fu toccato a Montecarlo, dove nessuna delle due monoposto si qualificò al Gran Premio. 
La M185B venne sostituita a partire dal Gran Premio d'Ungheria dalla Minardi M186.

## Risultati
| Anno | Vettura | Motore                                  | Gomme | Piloti  |     |     |     |    |     |     |     |     |    |     |     |     |    |     |     |   |  |  |  |  |  |  |  |  | Punti | Pos. |
| ---- | ------- | --------------------------------------- | ----- | ------- | --- | --- | --- | -- | --- | --- | --- | --- | -- | --- | --- | --- | -- | --- | --- | - |  |  |  |  |  |  |  |  | ----- | ---- |
| 1985 | M185    | Ford Cosworth DFY Motori Moderni 615-90 | P     | Martini | Rit | Rit | Rit | NQ | Rit | Rit | Rit | Rit | 11 | Rit | Rit | Rit | 12 | Rit | Rit | 8 |  |  |  |  |  |  |  |  | 0     |      |

| Anno | Vettura | Motore                | Gomme | Piloti     |     |     |     |    |     |     |     |     |     |     |  |  |  |  |  |  |  |  |  |  |  |  |  |  | Punti | Pos. |
| ---- | ------- | --------------------- | ----- | ---------- | --- | --- | --- | -- | --- | --- | --- | --- | --- | --- |  |  |  |  |  |  |  |  |  |  |  |  |  |  | ----- | ---- |
| 1986 | M185B   | Motori Moderni 615-90 | P     | De Cesaris | Rit | Rit | Rit | NQ | Rit | Rit | Rit | Rit | Rit | Rit |  |  |  |  |  |  |  |  |  |  |  |  |  |  | 0     |      |
| 1986 | M185B   | Motori Moderni 615-90 | P     | Nannini    | Rit | Rit | Rit | NQ | Rit | Rit | Rit | Rit | Rit | Rit |  |  |  |  |  |  |  |  |  |  |  |  |  |  | 0     |      |